# Кофеїнова залежність
Кофеїнова залежність — це стан, що характеризується набором критеріїв, включаючи звикання, симптоми абстиненції, постійне бажання чи невдалі спроби контролювати вживання, незважаючи на знання про несприятливі наслідки, пов’язані з кофеїном. Це може проявлятися у фізичній або психологічній залежності, іноді в обох. Кофеїн є однією з найпоширеніших добавок у багатьох споживчих продуктах, включаючи таблетки та напої, такі як алкогольні напої з кофеїном, енергетичні напої, болезаспокійливі ліки та кола. Кофеїн природним чином міститься в різних рослинах, таких як кавове та чайні дерева. Дослідження показують, що 89 відсотків дорослих у США споживають у середньому 200 мг кофеїну щодня. Однією з шкідливих дій кофеїну, що викликає занепокоєння, є його вплив на вагітність. Регулярне вживання 100 мг кофеїну щоденно призвели до зменшення розміру новонароджених. Однак, оцінюючи вагу при народженні, споживання кофеїну все ж не мало впливу.

## Звичка чи Залежність
Помірна фізична залежність часто виникає внаслідок постійного та тривалого вживання кофеїну. В організмі людини кофеїн блокує рецептори аденозину А1 і А2А. Аденозин є побічним продуктом клітинної активності: стимуляція рецепторів аденозину викликає відчуття втоми та сонливості. Блокування кофеїном цих рецепторів означає, що рівень природних стимуляторів організму, дофаміну та норадреналіну, буде зростати.
Тривалий вплив кофеїну спонукає організм створювати більше аденозинових рецепторів у центральній нервовій системі, що підвищує чутливість організму до аденозину. Це зменшує стимулюючу дію кофеїну за рахунок підвищення толерантності. Також це викликає в організмі симптоми відміни (головний біль, втома та дратівливість) при зманшенні споживання кофеїну.
Діагностичний і статистичний посібник із психічних розладів описує чотири розлади, пов’язані з кофеїном, а саме інтоксикацію, абстиненцію, тривогу та розлади сну.
Патологічно посилене вживання кофеїну викликає синдром звикання, але не залежність. Для виникнення залежності від багаторазового вживання препарату у досить високих дозах, він повинен активувати систему винагороди мозку, зокрема мезолімбічний шлях. Нейровізуалізаційні дослідження доклінічних пацієнтів і людей показали, що хронічне споживання кофеїну недостатньо активує систему винагороди порівняно з іншими наркотичними засобами (наприклад, кокаїном, морфіном, нікотином). Як наслідок, залежність у формі компульсивного вживання кофеїну ще не спостерігалася у людей. Залежність від кофеїну формується через те, що кофеїн антагонізує рецептор аденозину A2A, ефективно блокуючи аденозин від проходження до рецептору аденозину. Це затримує настання сонливості та вивільняє дофамін. На сьогодні кофеїнова абстиненція кваліфікується як психіатричний стан у Американської психіатричної асоціації, але немає розладу по зловживанню кофеїном.
Професор неврології університету Джонса Хопкінса в Балтиморі Роланд Р. Гріффітс впевнений що кофеїнова абстиненція має бути класифікована як психологічний розлад. Його дослідження свідчать про те, що вона вражає 50% тих, хто постійно п’є каву, виникаючи через 12–24 години після припинення надходження кофеїну та досягаючи піку через 20–48 годин і триваючи до 9 днів. В іншому дослідженні він дійшов висновку, що люди, які приймають мінімум 100 мг кофеїну на день (приблизно стільки в одній чашці кави) може набути фізичної залежності, яка спровокує симптоми абстиненції, включаючи м’язовий біль і скутість, нудоту, блювоту, депресивний настрій та інші симптоми.

## Фізіологічні ефекти
Залежність від кофеїну може викликати безліч фізіологічних ефектів у випадку зупинки споживання кофеїну. Загальновідомі симптоми відміни кофеїну це: головні болі, втому, втрату концентрації уваги, відсутність мотивації, перепади настрою, нудоту, безсоння, запаморочення, проблеми з серцем, гіпертонію, тривогу, біль у спині та суглобах. Вони різняться за ступенем тяжкості від легкого до важкого. Ці симптоми можуть виникнути протягом 12–24 годин і тривати від двох до дев’яти днів.
Відомості щодо наслідків звички постійного вживання кофеїну людиної протягом дня все ще збираються. Є результати досліджень, які свідчать про те, що циркадний цикл суттєво не змінюється під час популярних практик споживання кофеїну вранці та вдень.

### Діти та підлітки
За даними Американської академії педіатрії (AAP), особам молодше 18 років не рекомендується вживати більше одного напою з кофеїном за день. Академія напрацювала вказівки щодо використання тим хто вже надбав такої звички заради зменшення надмірного споживання. Без самоконтолю у багатьох виникають різноманітні побічні ефекти. До найчастіших серед підлітків симтомів відносяться підвищення частоти серцевих скорочень і артеріального тиску, порушення сну, перепади настрою та кислотний рефлюкс. Тривалий вплив кофеїну на нервову та серцево-судинну системи дітей наразі невідомий, і ці дослідження все ще проводяться. Деякі з них роблять висновки, що напої з кофеїном не слід рекламувати дітям як основній аудиторії.

### Вагітність
Вагітним не рекомендується вживати більше 200 мг кофеїну на день. Якщо вагітна жінка споживає велику кількість кофеїну, це може призвести до низької ваги при народженні через втрату кровотоку до плаценти і також може призвести до проблем зі здоров’ям у подальшому житті дитини. Також можливі симптоми не виключають передчасні пологи, зниження фертильності та інші репродуктивних проблем. Американська асоціація вагітних пропонує «якомога більше уникати кофеїну» до та під час вагітності або радитися з медичним працівником як зменшити цю залежність.

## Лікування
Виведення ефективних стратегій лікування має вирішальне значення для боротьби з кофеїновою залежністю,- станом, який останніми роками привертає все більше уваги. Вже проведено безліч досліджень, спрямованих на зменшення споживання кофеїну та полегшення симптомів абстиненції. У великому огляді щодо впливу кафеїну на людей та тварин не лише обговорюються потенційні діагностичні критерії, а й висвітлюються далекосяжні наслідки для людей, які борються із залежністю від кофеїну. Автор характеризує кофеїн як широко вживану речовину до якої люди не мають захисту від розвитку залежності. Незважаючи на загальновизнаний профіль безпеки, клінічні дані свідчать про тривожну ситуацію коли споживачі мають проблеми та не можуть скоротити споживання, незважаючи на знову виникаючі проблеми зі здоров’ям, такі як серцево-судинні проблеми та ускладнення вагітності.
Стратегії лікування з доказовую базою слугують маяком надії для людей, які прагнуть позбутися кофеїнової залежності. Такі стратегії охоплюють спектр підходів, включаючи зменшення дози, періодичне голодування, ретельний контроль споживання кофеїну шляхом ведення журналу та виконнання регулярних фізичних вправ у поєднанні з професійними консультаціями.

### Зниження дози
Одним з ефективних підходів до боротьби з залежністю від кофеїну є зменшення дозування заради контролю споживання кофеїну. Цей метод дозволяє організму поступово адаптуватися до зниження рівня кофеїну, мінімізуючи симптоми відміни та дискомфорту. Дослідження, опубліковане в Journal of Caffeine Research, демонструє ефективність зменшення дози серед звичайних споживачів. Учасники, які дотримувалися графіка скорочення споживання, відчували менше симптомів відміни та успішніше зменшували загальне споживання кофеїну порівняно з тими, хто раптово припинив споживання кофеїну.

### Періодичне голодування
Періодичне голодування це дієтичний режим, який передбачає чергування періодів харчування та голодування, видається потенційною стратегія боротьби з залежністю від кофеїну. Дослідження показують, що періодичне голодування може допомогти з регулюванням споживання кофеїну, створюючи якісні періоди утримання. Крім того, періодичне голодування асоціюється з покращенням метаболічного здоров’я та когнітивних функцій, що може допомогти людям подолати залежність від кофеїну.

### Професійні консультації
Звернення до професійної консультації або терапія також може бути корисним для людей, які борються з залежністю від кофеїну. Сеанси консультування створюють сприятливе середовище для визначення причин, що лежать в основі звички споживання кофеїну, а також розробки стратегій подолання тяги та симптомів відміни. Когнітивно-поведінкова терапія (КПТ), зокрема, показала перспективу в лікуванні розладів виникаючих через вживання психоактивних речовин, включаючи залежність від кофеїну. Метааналіз, опублікований в Journal of Consulting and Clinical Psychology, показав, що втручання КПТ зменшило споживання кофеїну та покращило психологічні результатів серед осіб із кофеїновою залежністю.

### Регулярні фізичні вправи
Доведено, що регулярні фізичні вправи мають численні переваги для загального здоров’я та благополуччя, зокрема допомагають у лікуванні залежності від кофеїну. Регулярні фізичні вправи можуть допомогти людям зменшити стрес, покращити настрій та якість сну, що сприяє зменшенню залежності від кофеїну як стимулятора.